# Леськовка
Лесковка (укр. Леськівка), село,
Зарябинский сельский совет,
Богодуховский район,
Харьковская область, Украина.
Код КОАТУУ — 6320883002. Население по переписи 2001 г. составляет 211 (99/112 м/ж) человек.

## Географическое положение
Село Лесковка находится на обоих берегах реки Рябинка. На реке несколько небольших запруд. Выше по течению примыкает село Зарябинка, ниже по течению в 1-м км сёла Горбановка и Дмитровка.
Возле села лесной массив (дуб). Через село проходит автомобильная дорога Р-22.

## История
- 1662 — дата основания[1].
- В 1940 году, перед ВОВ, в Лесковке были 270 дворов, православная церковь, ветряная мельница, питомник и сельсовет.[2]